# أواري

خريطة مقاطعات اليابان (1868)، مقاطعة أواري تظهر باللون الأحمر.

أواري (باليابانية: 尾張国 أواري نو كوني) كانت مقاطعة يابانية تشغل المنطقة التي تمثل اليوم النصف الغربي من محافظة آيتشي، بما فيها قسم كبير من مدينة ناغويا. يطلق عليها اختصارا اسم بيشو (尾州).
عاصمة أواري كانت انازاوا. أوراي هي مسقط رأس اثنين من أكبر القادة في فترة المقاطعات المتحاربة هما أودا نوبوناغا، و تويوتومي هيده-يوشي.

## اقرأ أيضا
- قلعة ناغويا